# Red Dot Design Award
A Piros Pont dizájndíj vagy Red Dot dizájndíj (Red Dot Design Award) egy olyan dizájn tematikájú pályázati rendszerű verseny, melyben a "Red Dot", azaz  "piros pont" a minőség védjegye. Az esseni Dizájncentrum Észak-Rajna-Vesztfália nevű cég által alapított díj – a Peter Zec és Otl Aicher által kitalált „Roter Punkt” – története 1955-ig nyúlik vissza. Három fő területen adományozzák: termékdizájn ("Product Design"), kommunikációs dizájn ("Communication Design") és dizájnkoncepció ("Design Concept").
A résztvevők száma évről évre fokozatosan növekszik. 2014-ben például összesen több mint hetven országból érkeztek a nevezések (16 500-nál is több), Algériától az Amerikai Egyesült Államokig. Nepál és Fehéroroszország első alkalommal 2011-ben volt a részt vevő államok között. A világ egyik legrangosabb design elismerésén a három típusú megmérettetésen három, versenyenként különböző összetételű és számú, illetve évente is változó, nemzetközi szakértő zsűri válogat – tervezőktől a professzorokon át a szaksajtó munkatársaiig. A díjak elnyeréséért hagyományosan a legnagyobb cégek, intézmények – mint az Apple Inc., a BMW vagy a Van Gogh Múzeum – is versenybe szállnak.
A díjnyertes munkákat az ünnepélyes díjátadó gálákon (versenyenként különböző helyszíneken: a termékdizájnokét Essenben, a kommunikációs dizájnokét Berlinben, míg a dizájn koncepciókét Szingapúrban tartják), a red dot online galériájában, illetve kiállítva az esseni, szingapúri és taipeii red dot múzeumokban is megtekintheti a nagyközönség. A kommunikációs dizájn verseny nyertesei továbbá bekerülnek egy red dot évkönyvbe is, míg a dizájn koncepciókat világszerte utaztatják.

## Red Dot: versenypályázatok

### Termékdizájn

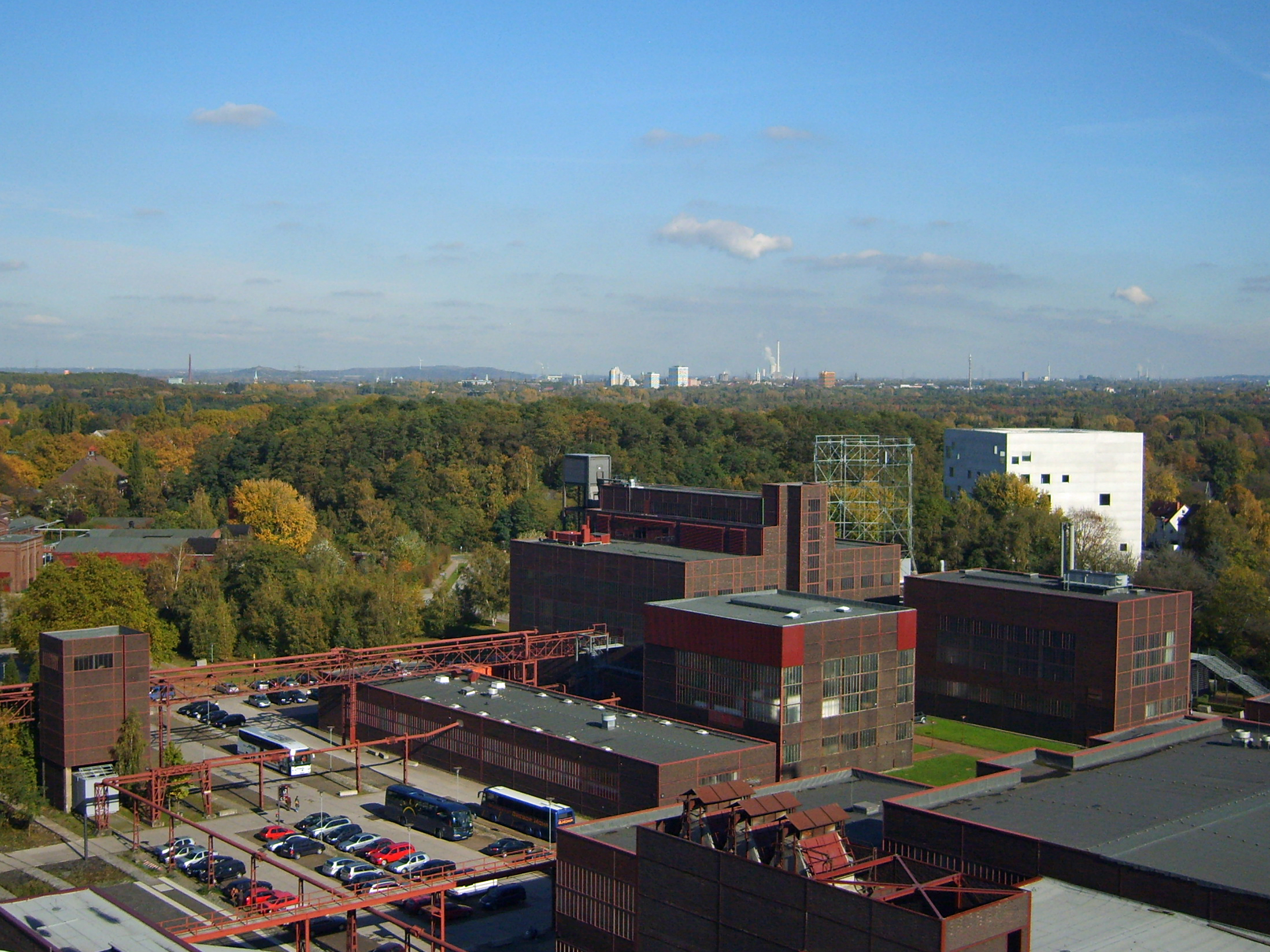
Red Dot Design Museum (Essen)

A legrégebbi, 1954 óta kiosztott díj a termékdizájn díj.
A csapat-dizájn díjat 1988 óta osztják ki. Olyan csapatok kapják, akik következetesen hatással voltak a nemzetközi piacokra. Az díjazottak között olyan nevek szerepelnek, mint Siemens (1995), Apple Computers (2001), BMW Group (2007), Bose Design Center (2008), Opel (2008 és 2010).
Ebben a versenyben az alábbi elismeréseket osztják ki:
- Díjak:[15]
  - “Red Dot” („piros pont”)
  - “Red Dot: Best of the Best” („A legjobbak legjobbika”)
  - “Red Dot: Honourable Mention” („piros pont dicséret”)
- Tiszteletbeli cím:
  - "Red Dot: Design Team of the Year"[16] („Az év dizájncsapata”) – “Radius” vándorserleg (1988 óta)

A díjnyertes munkákat az ünnepélyes esseni díjátadó gálán mutatják be és megtekinthetőek a különböző kiállító helyeken.

#### Kategóriák

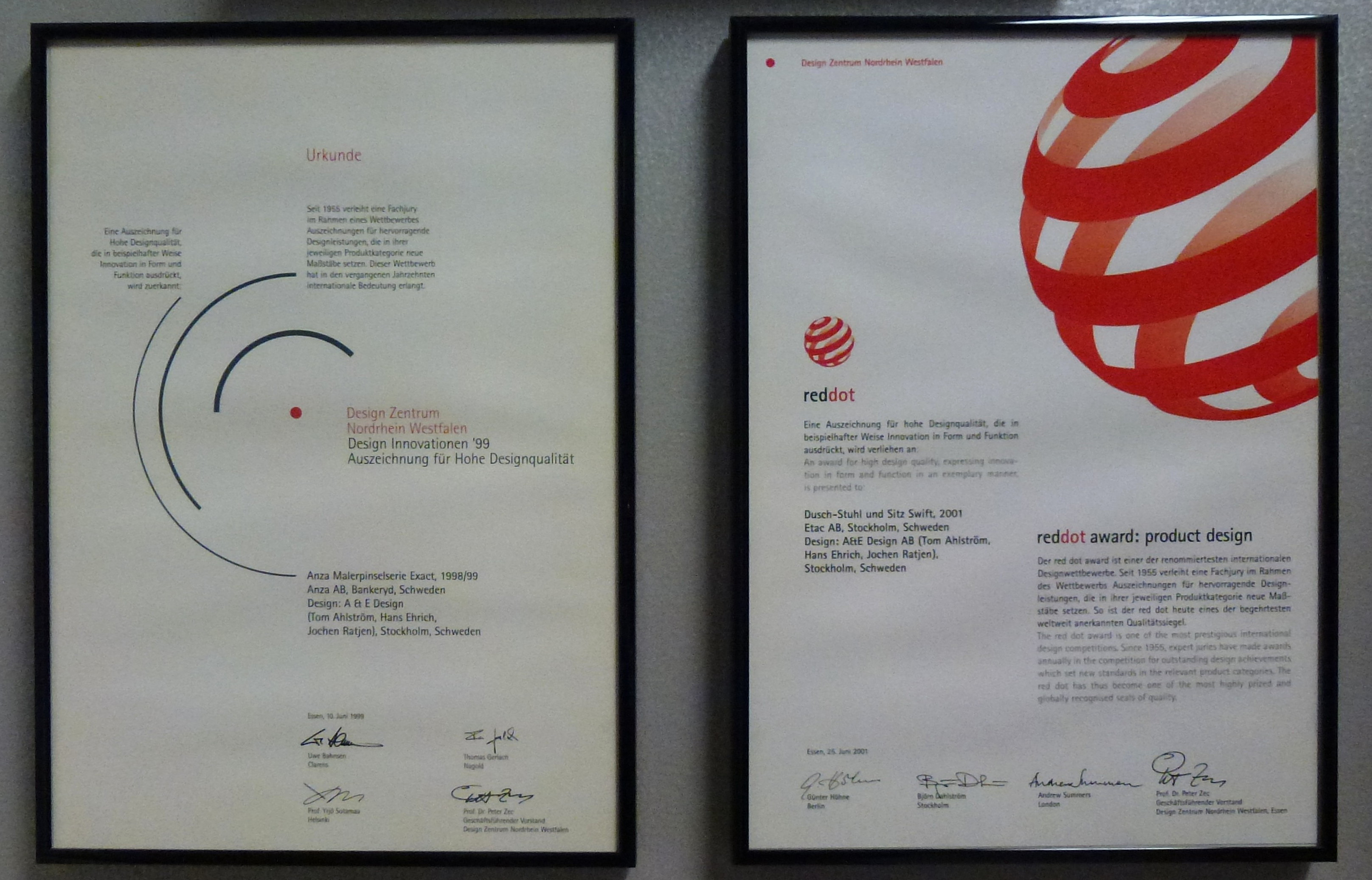
Az A&E Disagne termékdizájn diplomája (1999)

2015-ben 31 kategóriában és azok alkategóriáiban lehetett pályázni a versenyre:
1. Nappali és háló
2. Háztartás
3. Konyha, konyhaszekrények és eszközök
4. Edények, terítékek, evőeszközök
5. Fürdő, Wellness és testápolás
6. Fűtő- és klímaberendezések
7. Fény és világítás
8. Kertibútor, kerti berendezések és barbecue eszközök
9. Házon kívül, terep és kemping
10. Sport
11. Kerékpár és tartozékok
12. Szabadidő, játék és szórakozás
13. Hangszerek és tartozékok
14. Baba és gyerek
15. Divat, (élet)stílus és kiegészítők
16. Órák
17. Ékszerek
18. Beltéri berendezés
19. Beltéri dizájnelemek
20. Anyagok, felületek
21. Városi dizájn és közterek
22. Irodabútorok, irodaszékek
23. Irodaszerek
24. Gyárak, gépek, robottechnika
25. Szerszámok
26. Életmentés és gyógyászat
27. Járművek (földön, vízen, levegőben és a világűrben)
28. Jármű kiegészítők
29. Szórakoztatási eszközök, kamerák
30. Kommunikáció
31. Komputer és informatika

### Kommunikációs dizájn
A kommunikációs díjat 1993 óta adják ki 17 kategóriában (és további alkategóriákban) tervezők, ügynökségek (2008 óta) és cégek között. 2001-ig "a kommunikációs dizájn német díjaként" (“Deutscher Preis für Kommunikationsdesign”) is ismert volt.
Ebben a versenyben az alábbi elismeréseket osztják ki:
- Díjak:[23]
  - “Red Dot” („piros pont”)
  - “Red Dot: Best of the Best” („A legjobbak legjobbika”)
  - “Red Dot: Grand Prix” („nagydíj”)
- Tiszteletbeli címek:[24]
  - “Red Dot: Junior Prize” („A legjobbak legjobbika”)
  - “Red Dot: Client of the Year” („Az év kliense”, 2010 óta)
  - “Red Dot: Agency of the Year” („Az év ügynöksége”)

A díjnyertes munkákat az ünnepélyes berlini díjátadó gálán és a red dot online galériájában, illetve kiállítva a red dot múzeumokban is megtekintheti a nagyközönség, valamint ennek a versenynek a nyertesei bekerülnek az évente megjelenő nemzetközi kommunikációs design évkönyvbe ("International yearbook communication design") is.

#### Kategóriák és alkategóriák

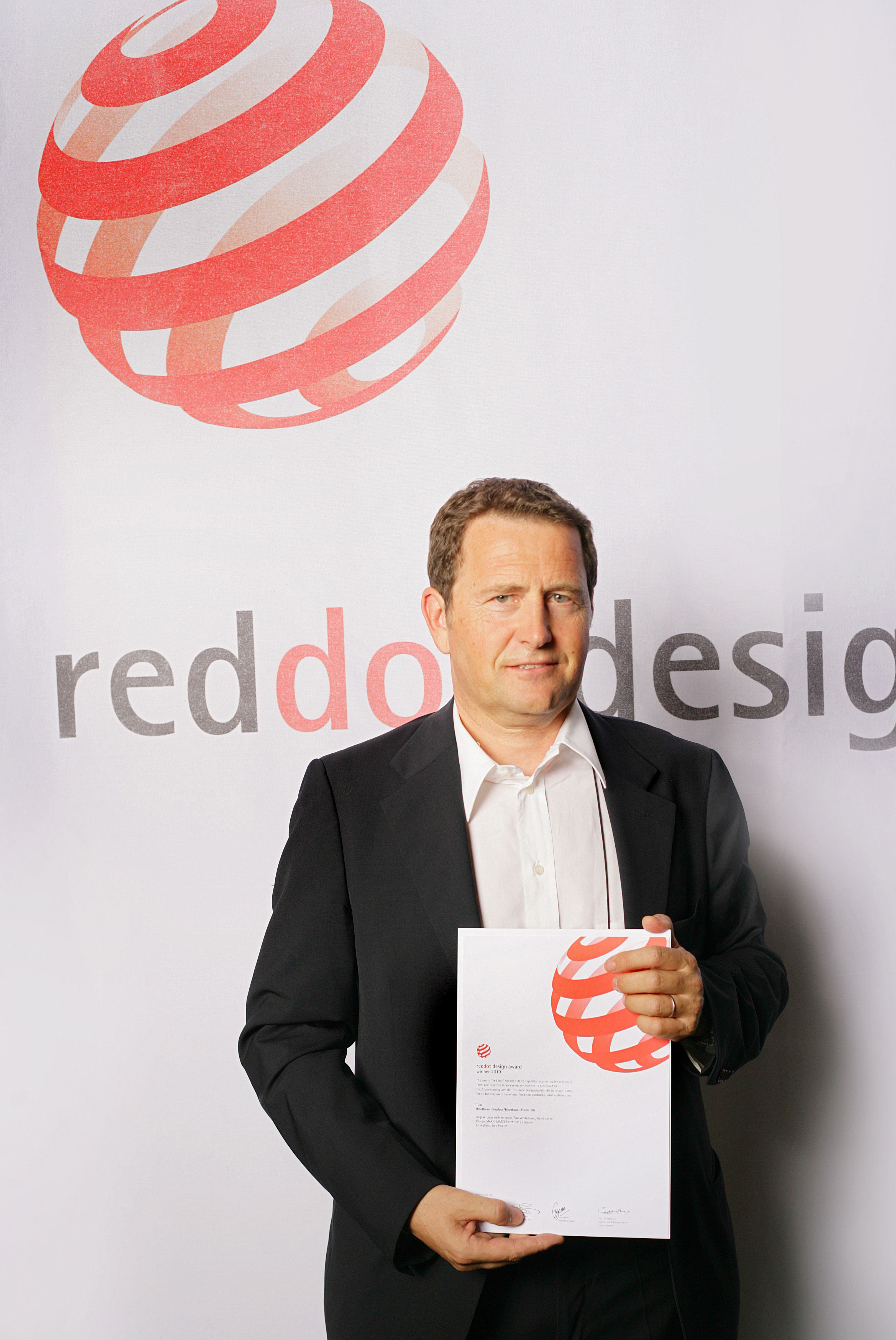
A 2010-ben Tube nevű szabadtéri tűzhelyével piros pontot szerzett Mario Mazzer

2015-ben 17 kategória és azok alkategóriáiban lehetett pályázni a versenyre:
1. Vállalati dizájn és identitás
  1. Vállalati identitás
  2. Vállalati koncepció
  3. Logó
  4. "Újbóli bevezetés" (Relaunch)
  5. "Arculati Kézikönyv" (Brandbook)
  6. A forgalomba kerülő[30] promóciója (Promotional Merchandise)
  7. Vállalati pecsét
  8. Vállalati irodaszer
  9. Egyéb
2. Márka dizájn és identitás
  1. Márka identitás
  2. Márka koncepció
  3. Logó
  4. "Újbóli bevezetés"
  5. "Arculati Kézikönyv"
  6. A forgalomba kerülő promóciója
  7. Márka pecsét
  8. Márka irodaszer
  9. Egyéb
3. Éves jelentés
  1. Nyomtatott
  2. Digitális
  3. Egyéb
4. Hirdetés
  1. Integrált kommunikációs kampány
  2. Printkampány
  3. Digitális kampány
  4. Out-of-Home és ambient
  5. Tévéreklám
  6. Mozireklám
  7. Lokációs marketing
  8. Promóció
  9. Szöveges reklám
  10. Levélreklám
  11. Applikáció
  12. Egyéb
5. Csomagolási dizájn
  1. Élelmiszer
  2. Ital
  3. Health & Beauty
  4. Luxuscikkek
  5. Gyerekek
  6. Kiskereskedelmi csomagolás
  7. „Fenntartható csomagolás”[31]
  8. CD/LP
  9. Divat
  10. Sportok
  11. Egyéb
6. Poszterek
  1. Művészeti központú poszter
  2. Promóciós poszter
  3. Esemény és kiállítás poszterek
  4. Tévé- és moziposzter
  5. Posztersorozatok
  6. Társadalmi felelősségvállalás
  7. Egyéb
7. Tipográfia
  1. Betűkép
  2. „Icon System”
  3. Piktogram
  4. Betűcsalád
  5. Egyéb
8. Illusztráció
  1. Vállalati illusztráció
  2. Poszter illusztráció
  3. Szerkesztőségi illusztráció
  4. Divat illusztráció
  5. Oktatási illusztráció
  6. Portré és Karikatúra
  7. Egyéb
9. Publikáció és nyomtatott sajtó
  1. Vállalati publikáció
  2. Könyv
  3. Naptár
  4. Magazin
  5. Napi sajtó
  6. Brosúra
  7. Katalógus
  8. Napló és útmutató
  9. Speciális publikáció
  10. Önpromóciós elemek
  11. Újság
  12. Bélyeg & bankjegy
  13. Egyéb
10. Online
  1. Digitális kampány
  2. Honlap
  3. "Mini weboldal" (Microsite)
  4. Közösségi média
  5. Digitális innováció
  6. E-Learning
  7. Blog
  8. „Web Special”
  9. „Second Screen Format”
  10. Hírlevél
  11. Felhasználók által létrehozott tartalom
  12. E-kereskedelem
  13. Egyéb
11. Applikációk
  1. Könyv
  2. Pénzügy
  3. Egészség
  4. Orvosi
  5. Utazás
  6. Média és videó
  7. Oktatás
  8. Életstílus
  9. Vásárlás
  10. Zene és hang
  11. Közösségi háló
  12. Magazin és napi sajtó
  13. Sport
  14. Eszközök
  15. Szórakozás
  16. Kultúra
  17. Szállítás/közszféra
  18. Egyéb
12. Interfészdizájn
  1. Virtuális interfészek
  2. Szoftverinterfészek és használhatóság
  3. Interakció-dizájn
  4. Egyéb
13. Film és animáció
  1. Film
  2. Movie Opener
  3. Film Craft
  4. Celanimáció
  5. Komputeranimáció
  6. Videóklip
  7. Film Art
  8. Vállalati és imázsfilm
  9. Televíziós reklám
  10. Mozireklám
  11. „Station ID”
  12. Egyéb
14. Hangdizájn
  1. Film- és reklámzene
  2. Audio-branding
  3. Web és mobil zene
  4. Tér és rendezvény zene
  5. Termék zene
  6. Egyéb
15. Térkommunikáció
  1. „Fair Stand”
  2. „Public Installation”
  3. Kiállítás dizájn
  4. Céges rendezvény
  5. élő performance
  6. Shop / bemutatóterem
  7. Beltéri és koncepcióterv
  8. Temporary Store
  9. Orientation System
  10. Information Design
  11. Facade Design
  12. Egyéb
16. Játék dizájn
  1. Gamification
  2. Játékhirdetések
  3. Storytelling
  4. Karakterdizájn
  5. Mesterséges intelligencia
  6. Grafikák
  7. Animációk
  8. Hangdizájn
  9. Komoly játékok[32]
  10. Közösségi játékok
  11. Game based on existing IP
  12. Reklámjátékok
  13. Böngészős játékok
  14. Mobilos játékok
  15. „Casual” játékok
  16. „Indie” játékok
  17. Egyéb
17. Társadalmi felelősségvállalás

### Dizájnkoncepció
2005 óta díjazzák kifejezetten a dizájn ötlet, vízió terveket, amelyek újak, kreatívak és izgalmasak.
Ebben a versenyben az alábbi elismeréseket osztják ki:
- Díjak:[34]
  - “Red Dot” („piros pont”)
  - “Red Dot: Best of the Best” („A legjobbak legjobbika”)
  - “The Red Dot: Luminary” („A fényhozó”)
- Tiszteletbeli cím:
  - “Red Dot: Honourable Mention” („piros pont dicséret”)

Az ünnepélyes szingapúri díjátadót követően a dizájnkoncepciókat világszerte a nagyobb városokban (mint Dubaj, Tokió, Sydney, Szöul, Moszkva, Peking, Sencsen és Hsziamen) a szervezők megismertetik az érdeklődőkkel.

#### Kategóriák
2015-ben 31 – szándékosan tágan értelmezhető – kategóriában lehetett benyújtani a terveket:
1. Nyilvános hely, köztér
2. Élettér – tartózkodási hely
3. Mozgásban
4. Energia
5. „Zöld”
6. Személyes higiénia
7. Háztartás
8. Étkezés
9. Beltéri elemek
10. Világítás
11. Bútorok
12. „Smart” (a személyes életvitel megkönnyítése)
13. Munka, munkahely
14. Gyártás
15. Kutatás
16. Védelem
17. Biztonság
18. Orvosi műszerek
19. Szépkor
20. Kommunikáció
21. Kölcsönhatás
22. Mobilitás
23. Szórakoztatás
24. Divat
25. „Skin” (Innováció a termeléstől a végfelhasználóig: információ, védelem, újrahasznosítás, megőrzés stb., új funkciók és teljesítmények)
26. Képzés
27. Pihenés
28. Kikapcsolódás
29. Utazás
30. Szolgáltatás
31. Flóra és fauna

## Magyar „piros pontok”
Palotai Gábor Svédországban élő magyar származású grafikus tervezőművész 2002–2014 között 16-szor nyerte el az elismerést.
| Évek | Termékdizájn                                                                | Kommunikációs dizájn | Dizájnkoncepció                                                            |
| ---- | --------------------------------------------------------------------------- | --- | -------------------------------------------------------------------------- |
| 2005 | - Losonczi Áron, LiTraCon fényáteresztő beton »“red dot: best of the best”« | |                                                                            |
| 2011 | - Co&Co Communication által fejlesztett Cocodice logikai gyerekjáték        | - Izraeli Kulturális Intézet Budapest, vizuális identitás (Keltai Ágnes, Lepsényi Imre), »“red dot: best of the best”« | - Toronyi Péter, Nissyoku lámpa                                            |
| 2012 | - Co&Co, DSI Inhalo sóinhaláló termék                                       | - Kassák Lajos Emlékmúzeum megújuló arculata (Lepsényi Imre) | - Kőrös Benedek, Round-the-Clock karóra »“red dot: best of the best”«      |
| 2013 | - Co&Co Communication, Nosiboo orrszívó porszívó                            | |                                                                            |
| 2014 |                                                                             | - Zeneakadémia, duális identitását kifejező intézményi imázsa - Dió Stúdió az Iparművészeti Múzeumnak készített borcsomagolásai - György Péter: Múzeum, a tanulóház, Szépművészeti Múzeum / MúzeumCafé könyv               | - Policsányi István, „New Voyage Experience Accessible to Everyone” (hajó) |
| 2015 | - Co&Co – Teqball (futball alapú sporteszköz)                               | - Zeneakadémia, Lisztérium "Ahol él a zene" című imázsklipje (Szabó Stein Imre, Gács Róbert, Géczy Dávid) - Farkas Anna: Anaptár 2015. logotípia, holdciklusnaptár                                                         | - Flying Objects – HandInScan (kézhigiéniai szkenner)                      |
| 2016 |                                                                             | - Bevésett nevek (Carved Names), vol. 2 az ELTE holokauszt- és második világháborús emlékművének avatásához kapcsolódó konferencia előadásait tartalmazó könyv, ELTE Bölcsészettudományi Kar Best of the Best              |                                                                            |
|      |                                                                             | | - Kőrös Benedek – Piece of Time (konceptuális időmérő ékszer)              |
| 2018 | - Graphasel Design Studio, Dubicz borászat címkecsalád                      | - A mátrai borvidék sajátságos természeti adottságait sűrítik egy absztrakt szimbólumrendszerbe. Red Dot Winner Packaging Design 2018.                                                                                     | - Flying Objects – Frend (összecsukható talicska)                          |
| 2019 | - Sebő Gyula - Julius K9 kutyahám                                           | - Graphasel Design Studio - Opera Gin Budapest - studio NUR - Costes étterem menükártyája - Vörös Botond - Budapest Giftbook lapozó - Puskás Marcell - Boldogság Naptár - Melher Dóra - activé FiberShake ital csomagolása | - Nagy Ádám - Birosign (biometrikus toll) - Miklósi Ádám - Slē (szánkó)    |
| 2020 |                                                                             | - HandinScan kézhigiéniai eszköz (Supercharge Kft., Service Designers: Lukács Bence, Kocsis T. Sára, Hoffer Ákos, Visual Designer: Erika Somogyi, Art Director: Sándor Ádám)                                               |                                                                            |